# Budapesti Sétajárat
A Budapesti Sétajárat (néha Városligeti Sétajárat, angol nyelvű szövegekben Little Sightseeing Tour) egy turisztikai célú hurokjárat, amelyet a BKV egyik leányvállalata, a BKV Tours üzemeltet a Városliget területén. A körülbelül 25 perces menetidő alatt az egy mikrobuszból és két pótkocsiból álló szerelvény megállók érintése nélkül végighalad a Városliget egyes nevezetességei mellett. A Sétajáratra nem érvényesek a BKK jegyek és bérletek, külön menetjegy megváltása szükséges. A járat 2015. november 6-án indult.

## Útvonal
A Budapesti Sétajárat útvonalának nagy része a Városligeten belülre esik. Az indulási és érkezési pont a Műcsarnok előtt van. A hurokjáratként közlekedő járat a következő útvonalat érinti:
| Műcsarnok (Hősök tere M) → Műcsarnok (Hősök tere M) (körforgalom) |
| --- |
| Műcsarnok (Hősök tere M) vá. – Kós Károly sétány – Hermina út – Zichy Mihály út – Olof Palme sétány – Ocskay László út – Dvořák sétány – Olof Palme sétány – Asztana út – Hermina út – Állatkerti körút – Műcsarnok (Hősök tere M) vá. |

A járat utascsere céljából sehol nem áll meg, a menetidő körülbelül 25 perc.

## Menetrend
A járat Húsvét és Mindenszentek között jár, hétvégéken és munkaszüneti napokon, fél órás intervallumokkal (fél és egész órakor). A május 1. és szeptember 30. közötti időszakban minden üzemnapon eggyel több járat indul, ez plusz egy késő délutáni járatot jelent.

## Jármű
A járatot egyetlen, piros-fehér fényezésű járműszerelvény szolgálja ki, ez egy módosított UAZ–451-es mikrobuszból és a hozzákapcsolt két pótkocsiból áll. A szerelvény kapacitása 48 fő. A járművet a BKV kőbányai garázsa állítja ki. Hasonló járművek szolgálják ki a Margitszigeti Sétajáratot is.

## Lásd még
- Margitszigeti Sétajárat
- Budavári sikló
- Budapesti Libegő
- Budapesti fogaskerekű vasút
- Széchenyi-hegyi Gyermekvasút
- Budapest hajóvonal-hálózata
- Adventi fénytrolibusz
- Karácsonyi fényvillamos
- Budapesti nosztalgiajáratok
- Múzeumbuszok (Budapest)

## Külső linkek
- BKV – Budapesti Sétajárat